# 国鉄キ800形貨車
国鉄キ800形貨車（こくてつキ800がたかしゃ）は、かつて日本国有鉄道（国鉄）に在籍した事業用貨車（マックレー式除雪車）である。
本形式を改設計したキ900形についてもここで解説する。

## 概要

### キ800形
キ800形は1941年（昭和16年）の形式名変更により、キ500形（初代）を改番したものである。さらにキ500形は、1928年（昭和3年）の車両称号規程改正により、ユキ500形を改番したものである。
つまり本車は、合計2回名前を変更した車両である。
日本初のマックレー式除雪車として、1928年（昭和3年）に当時札幌鉄道局工作課長の羽島金三郎の考案により、ユキ500として1両が苗穂工場（現・北海道旅客鉄道苗穂工場）で製作された。設計に際しカナディアン・ナショナル鉄道（CN）の技術者マックレー (Kenneth Donald McLay) の技術を参考にした。海外からの輸入車よりスタートしたラッセル式雪かき車、ロータリー式雪かき車と違い、最初から国産で始まった新車種（マックレー式）である。
製作は国鉄7350形蒸気機関車の炭水車の台枠を改造し行った。種車は前側が一軸固定、後ろ側が二軸ボギーであるが、ユキ500は操作室（前）側を二軸ボギー、かき寄せ翼（後）側を一軸固定とした。後にかき寄せ翼側も二軸ボギー式に再改造され、1959年（昭和34年）3月30日に廃車となった。
全長は7,081 mm、全高は3,821 mm、自重は20.0 tである。

### キ900形
キ900形は1941年（昭和16年）の形式名変更により、1929年（昭和4年）からキ500形の経験を元に乗務員室を拡大、当初から二軸ボギー車とするなどの改良型として製造されたキ550形（初代）15両（キ550 - キ564）を改番（キ900 - キ914）したマックレー式雪かき車である。
その後1949年（昭和24年）より1951年（昭和26年）にかけて5両（キ915 - キ919）が汽車製造大阪工場にて製造され、戦前製では最大作業幅5.4mであったかき寄せ翼を拡大しただけでなく先端に折りたたみ式の小翼を備え、最大幅7.75mまでの段切り除雪を行うことが可能になった。また当初は乗務員室部分が戦前製と同じ木造であったが、最後に製造されたキ918と919は鋼製の乗務員室を備えて完成した。
本形式・キ800形とも、台枠上と床下はかき寄せ翼操作用の空気シリンダーと駆動機構、空気溜で占められて空気ブレーキ装置を設置できず、自動空気ブレーキはブレーキ管の引き通しのみで、自車のブレーキは手ブレーキとしている。そのため、車体の車号標記に「制動筒非装備車」を示す「＋」印を付記している。
本形式では、かき寄せ翼側の車端部にロータリー車と連結するための格納式の連結棒とブレーキ管接続設備が設けられ、ロータリー車と一体のキマロキ編成を構成できるようになった。
本形式は戦前のキ550形時代から新潟や長野地区へ配属されたものを中心に乗務員室部分からかき寄せ翼の駆動部上まで屋根を延長する改造がなされたほか、1936年（昭和11年）当時は新庄検車所配置であったキ550の乗務員室に鋼鈑を貼る改造が行われていたことも確認されている。昭和36年度貨車整備工事改造計画（1961年（昭和36年）9月28日総裁達第556号）により旭川工場にて5両（キ903、キ911、キ912、キ918、?）、郡山工場にて1両（キ910）、新津工場にて3両、長野工場にて2両（キ900、?）、松任工場にて2両（キ905、キ907）、の合計13両に対して木製の乗務員室（側、妻及び屋根）を撤去し、鋼製の乗務員室とする工事、及び夜間作業を容易にするための作業燈を新設する工事が行われた。
1976年（昭和51年）度に形式消滅した。
車体塗色は黒で、1968年（昭和43年）10月1日ダイヤ改正では高速化不適格車とされて、速度指定65km/hの「ロ」車となり、黄1号の帯を巻いている。
全長は8,470 mm、全高は3,990 mm、自重は24.5 tで、換算両数は2.0である。台車は戦前製造分（キ900 - キ914）はアーチバー式のTR20（画像キ911参照）、戦後製造分（キ915 - キ919）はベッテンドルフ式のTR41となった。

## 運用
本車は動力を持っていないため、運用の際には機関車の次位に連結される。さらに本車により線路中央に集められた雪を跳ね飛ばすために後方よりロータリー式雪かき車、及びロータリー式雪かき車を後押しする機関車の通称「キマロキ編成」として使用された。このためマックレー式雪かき車とロータリー式雪かき車の配置は密接な関係がある。マックレー式雪かき車の生産数はキ800形1両、キ900形20両の合計21両であり、ロータリー式雪かき車はキ600形16両、キ620形5両の合計21両と同数である。
下記の表にその関係を示す。
| 番号  | 昭和26年11月現在常備駅 | 左項目と同一の常備駅に配置されたロータリー式雪かき車 |
| ----- | ---------------------- | ---------------------------------------------------- |
| キ800 | 横手駅                 | キ601                                                |
| キ900 | 長岡操車場             | キ603、キ610、キ621                                  |
| キ901 | 倶知安駅               | キ602                                                |
| キ902 | 留萌駅                 | 配置無し（キ606?）                                   |
| キ903 | 稚内駅                 | キ600                                                |
| キ904 | 岩見沢駅               | キ604                                                |
| キ905 | 富山駅                 | キ607                                                |
| キ906 | 長万部駅               | キ605                                                |
| キ907 | 敦賀駅                 | キ608                                                |
| キ908 | 長岡操車場             | キ603、キ610、キ621                                  |
| キ909 | 坂町駅                 | キ609                                                |
| キ910 | 福島駅                 | キ611                                                |
| キ911 | 深川駅                 | キ612                                                |
| キ912 | 名寄駅                 | キ613                                                |
| キ913 | 直江津駅               | キ614                                                |
| キ914 | 新庄駅                 | キ624                                                |
| キ915 | 苗穂駅                 | キ620                                                |
| キ916 | 長岡操車場             | キ603、キ610、キ621                                  |
| キ917 | 青森操車場             | キ622                                                |
| キ918 | 旭川駅                 | キ623                                                |
| キ919 | 新庄駅                 | キ624                                                |

## 保存車
2形式とも保存され現在でもその姿を見ることができる。
- キ800 - 北海道小樽市 小樽市総合博物館（準鉄道記念物）
- キ911 - 北海道名寄市 名寄市北国博物館（準鉄道記念物）